# Incêndio no hospital de Miryang em 2018
O incêndio de Miryang em 2018 refere-se ao desastre ocorrido em 26 de janeiro de 2018 no hospital de Miryang, Coreia do Sul. O incêndio começou no primeiro andar e as fumaças se espalharam para os níveis superiores, resultando em 37 mortos.
O incidente resultou em novas críticas para as atuais leis que regem os dispositivos de seguranças a incêndios. Já o presidente sul-coreano Moon Jae-in e outros membros de vários partidos políticos expressaram suas condolências.

## Descrição dos eventos
Construído pela Fundação Medicinal Hyoseong em 2018, o Hospital Sejong é considerado um hospital geral e possuí uma casa de repouso adjacente ao estabelecimento. O hospital e o lar de repouso possuem 95 e 98 leitos, respectivamente, com 27 equipes médicas cada.
O incêndio iniciou no primeiro andar do hospital, por volta das 7 horas e 35 minutos. Naquele momento, havia por volta de duzentos pacientes nos dois estabelecimentos: cem no hospital e 94 na casa de repouso. Duas enfermeiras afirmaram ter visto um incêndio subitamente irromper na sala de emergência, desencadeando imediatamente um processo de evacuação nos estabelecimentos. Quando o fogo começou a se espalhar no primeiro andar do hospital, um alto volume de fumaça se espalhou pelos andares superiores.
Quando os bombeiros chegaram, 25 pessoas já estavam mortas. Eles trabalharam com fumaça espessa para salvar pacientes, incluindo quinze pacientes da unidade de terapia intensiva do terceiro andar, sob a supervisão da equipe do hospital.

### Vítimas
Os números de vítimas fatais e de feridos foram especulados pelos meios de comunicação e as autoridades do país: os primeiros relatos indicavam 41 mortos e 153 feridos. Posteriormente, o governo do país reduziu o número de vítimas fatais para 37, baseada em uma informação do chefe do Corpo de Bombeiros. Dentre os falecidos estava um médico, um enfermeiro e um técnico de enfermagem. Mais da metade das vítimas fatais tinha mais de setenta anos de idade. Já o The New York Times estimou que mais de cem pessoas estavam feridas, sendo dez em estado crítico.

## Repercussão
Logo após o incêndio, o presidente sul-coreano Moon Jae-in convocou uma reunião de emergência, ordenando que as equipes de emergência dentro e ao redor da área continuassem concentrando o suporte de salva vidas nos pacientes evacuados.
O incidente também resultou repercussão por parte de vários partidos políticos, a porta-voz do partido Democrático, Kim Hyun, pediu às autoridades "que mobilizem todo o pessoal e equipamentos disponíveis para lidar com as consequências", enquanto o porta-voz do partido Coreia Liberdade, Choung Tae-ok, não exigiu negligência nas operações de resgate. Referenciando o desastre do incêndio em Jecheon no mês anterior, a porta-voz do Partido Popular, Lee Heang-Ja, afirmou que os membros se sentiam "profundamente tristes por um incêndio ter ocorrido novamente quando a tristeza dos cidadãos pelo incêndio em Jecheon ainda perdura".

### Ausência de dispositivos de segurança
O incidente reforçou uma gama de críticas que o país recebia por causa de acidentes recentes causados por padrões de segurança inadequados. Sobre o tópico, o diretor do hospital, Song Byeong-cheol, comentou que o estabelecimento não era grande suficiente para que a lei obrigasse a presença dos dispositivos; contudo, uma nova lei mudaria o cenário, no qual os hospitais deveriam instalar os dispositivos até o final de junho daquele ano. Um dos funcionários do corpo de bombeiros declarou à Reuters que não tinha conhecimento se o hospital estaria planejando a instalação dos equipamentos, mas afirmou que a unidade passava frequentemente por inspeções.
No mês anterior, um incêndio no centro esportivo resultou no falecimento de 29 pessoas, na cidade de Jecheon. Há quatro anos um sinistro alastrou por um hospital rural, vitimizando 21 pessoas. Em 2008, quarenta pessoas morreram durante um incêndio em um armazém situado ao redor de Seul.